# Ernestina Cravello
Ernestina Cravello (1880-Paterson, Estados Unidos, 1942) fue una militante anarcofeminista de finales del siglo XIX y principios del XX.

## Biografía
Cravello nació en el norte de Italia en 1880. Emigró a los Estados Unidos en 1895 junto con su familia. Trabajó como tejedora en una fábrica en Paterson, Nueva Jersey.
Comenzó su actividad política durante su adolescencia junto con sus dos hermanos mayores, Antonio y Vittorio, dentro del movimiento anarquista. Era miembro del Right to Existence Group («Grupo derecho a la existencia»). Junto con Maria Roda y Ninfa Baronio fundó el Grupo por la emancipación de las mujeres de Paterson en 1897. El grupo se dedicaba a la lectura, a la escritura para la prensa anarquista y a la publicación de panfletos. Formaron también el Club Femminile de Musica e di Canto («Club femenino de música y canto») y el Teatro sociale. En el teatro se interpretaban obras que desafiaban la moral sexual católica y propugnaban la emancipación de la mujer. Estas obras contrastaban con otras, también de carácter anarquista, en la que las mujeres eran representadas como víctimas necesitadas de un rescate por parte de los revolucionarios masculinos. El grupo se reunió asiduamente durante siete años e inspiró a otras mujeres a formar grupos similares.
En 1900, después del asesinato de Humberto I de Italia a manos de Gaetano Bresci, apareció en un periódico una cita de Cravello afirmando que, aunque los anarquistas de Paterson no tenían conocimiento de los planes de Bresci, estaban «felices de que alguien lo hubiera hecho». Tiempo después afirmó que se habían sacado de contexto sus palabras:

«Sólo tienen razón en el hecho de que yo soy anarquista, debido a que me mueve el sufrimiento de cientos de millones de trabajadores y yo lucho por un mundo en el que esa explotación no sea posible».

La prensa se fijó en Cravello, apodándola la «reina de los anarquistas», en parte debido a que su dominio del inglés le permitía hablar en nombre de todo el grupo. A pesar de tener una «educación rudimentaria», podía hablarlo con soltura. También llamaron la atención su juventud y belleza. Un reportero la describió como «joven, guapa y enérgica», añadiendo que

«llevaba el pelo castaño oscuro recogido hacia atrás en forma de pompón, apartado de la cara. Tenía la boca roja y risueña. Sus grandes ojos violetas estaban llenos de fuego. Parecía una alegre y pícara colegiala, no una mujer que odiaba, conspiraba y alentaba a una multitud de fanáticos a asesinar».

En los meses posteriores Cravello fue interrogada varias veces por la policía, quien sospechaba que podría haber inducido a Bresci a asesinar. No se pudo probar nada. El 31 de julio el periódico Il Progresso Italo-Americano informó de que había sido perseguida por una turba cuando salía de trabajar de la fábrica y logró escapar del linchamiento sólo gracias a la intervención de la policía.
Cravello utilizó su notoriedad para estableces lazos entre las mujeres anarquistas de Paterson, Hoboken, Brooklyn, Manhattan y New London, Connecticut. Las autoridades italianas siguieron sus movimientos y se implicaron especialmente cuando Cravello estableció amistad con Ersilia Cavedagni, a quien consideraban «una anarquista muy peligrosa» mientras Cravello era «militante muy activa».
Cravello terminó por retirarse de la vida pública y crio a cinco hijos junto con su compañero, Paolo Ferre. Sin embargo, ninca abandonó sus ideas anarquistas ni su lucha. Falleció finalmente en Paterson en 1942 a la edad de 62 años.